# Salwa Eid Naser
Salwa Eid Naser (arabisch سلوى عيد ناصر, DMG Salwā ʿĪd Nāṣir; * 23. Mai 1998 in Onitsha, Nigeria als Ebelechukwu Agbapuonwu) ist eine bahrainische Sprinterin, die sich auf die 400-Meter-Strecke spezialisiert hat. Über diese Distanz ist sie Inhaberin des Asienrekordes und wurde 2019 in Doha Weltmeisterin. Zudem siegte sie bei den Asienspielen und Asienmeisterschaften und zählt damit zu den erfolgreichsten asiatischen Leichtathletinnen.

## Sportliche Laufbahn
Naser wurde in Nigeria als Ebelechukwu Agbapuonwu geboren, ihre Mutter ist Nigerianerin und ihr Vater Bahrainer. Seit 2014 tritt sie als Salwa Eid Naser für Bahrain an.
Erstmals bei einer internationalen Meisterschaft trat Salwa Eid Naser bei den Arabischen Juniorenmeisterschaften 2014 in Kairo an. Dort gewann sie die Goldmedaille über 200 und 400 Meter. Bei den Olympischen Jugendspielen in Nanjing gewann sie die Silbermedaille und musste sich dabei nur der Australierin Jessica Thornton geschlagen geben. Ein Jahr später wurde sie bei den Jugendweltmeisterschaften in Cali Weltmeisterin über 400 Meter. Auch bei den Jugendasienmeisterschaften in Doha gewann sie die Goldmedaille in dieser Disziplin und Bronze mit der bahrainischen Sprintstaffel (1000 Meter). Bei den Militärweltspielen in Mungyeong in Südkorea gewann sie Gold über 400 Meter und wurde damit die jüngste Siegerin in der Geschichte dieser Spiele. Zudem gewann sie Bronze mit der 4-mal-400-Meter-Staffel. 2016 gewann sie mit der 4-mal-400-Meter-Staffel die Goldmedaille bei den Hallenasienmeisterschaften in Doha. Zudem qualifizierte sie sich für die Olympischen Spiele in Rio de Janeiro, bei denen sie mit neuer Bestleistung das Halbfinale erreichte.
2017 gewann sie bei den Islamic Solidarity Games in Baku Gold über 400 Meter und mit beiden Sprintstaffeln. Mit ihren Leistungen qualifizierte sie sich auch für die Weltmeisterschaften in London, bei denen sie über 400 Meter in das Finale gelangte und dort hinter der US-Amerikanerin Phyllis Francis die Silbermedaille gewann. Sie verbesserte in all ihren drei Läufen den bahrainischen Rekord und gelangte auch erstmals unter die 50-Sekunden-Marke. Beim Diamond League Abschluss in Brüssel verbesserte sie ihren Rekord ein weiteres Mal und sicherte sich damit den zweiten Platz im Diamond Race. Im Jahr 2018 lief Naser hauptsächlich in der Diamond League und blieb in allen Rennen dort unter 50 Sekunden. Beim Herculis in Monaco verbesserte sie den Asienrekord der Chinesin Ma Yuqin auf 49,08 s und erreichte damit Rang zwei hinter Shaunae Miller-Uibo von den Bahamas. Ende August nahm sie an den Asienspielen in Jakarta teil und gewann dort mit neuem Meisterschaftsrekord von 50,09 s die Goldmedaille im 400-Meter-Lauf vor der Inderin Hima Das. Auch mit der bahrainischen 4-mal-100-Meter-Staffel und der gemischten 4-mal-400-Meter-Staffel war sie siegreich. 2019 wurde aber die Goldmedaille mit der gemischten Staffel wegen eines Dopingvergehens ihrer Mitstreiterin Kemi Adekoya aberkannt. Nur mit der 4-mal-400-Meter-Staffel in der Besetzung Aminat Yusuf Jamal, Iman Essa Jasim, Edidiong Odiong und Salwa Eid Naser musste sich die bahrainische Mannschaft Indien geschlagen geben. Anfang September gewann sie beim Leichtathletik-Continentalcup in Ostrava in 49,32 s, der bis dato zweitschnellsten Zeit ihrer Karriere.
2019 siegte Naser bei den Arabischen Meisterschaften in Kairo in 52,72 s sowie mit der 4-mal-100-Meter-Staffel. Kurz darauf siegte sie bei den Asienmeisterschaften in Doha über 200 Meter in Meisterschaftsrekordzeit von 22,74 s sowie in 51,34 s über 400 Meter. Dazu kamen Siege mit den 4-mal-400-Meter-Staffeln (Frauen und Mixed) sowie Bronze mit der 4-mal-100-Meter-Staffel. Bei den Weltmeisterschaften, die im Oktober ebenfalls in Doha stattfanden, steigerte sich Naser im Finale um fast eine Sekunde auf 48,14 s und stellte damit nicht nur einen neuen Asienrekord auf, sondern gewann damit auch Gold und lief in der ewigen Weltbestenliste auf Rang drei. Zudem sicherte sie sich in der erstmals ausgetragenen Mixed-Staffel in 3:11,82 min, ebenfalls Asienrekord, hinter den Vereinigten Staaten und Jamaika die Bronzemedaille. Anschließend siegte sie bei den Militärweltspielen in Wuhan in 50,15 s und gewann in der 4-mal-100-Meter-Staffel in 44,24 s die Bronzemedaille hinter Brasilien und der Volksrepublik China. Zudem wurde sie über 200 Meter im Vorlauf disqualifiziert.
2020 wurde Naser ab dem 4. Juni von der unabhängigen Integritätskommission (AIU) des Leichtathletikweltverbandes World Athletics wegen Verstoßes gegen die Meldebestimmungen der Anti-Doping-Regeln zunächst vorläufig suspendiert und hätte die Vorwürfe zur Vermeidung einer zweijährigen Sperre entkräften sollen. Dazu kam es nicht, denn auf Grund eines Formfehlers aus Sicht der Disziplinarkommission des Weltverbandes World Athletics stellte diese das Verfahren Ende Oktober 2020 ein. Der Präsident der Welt-Anti-Doping-Agentur (WADA) Witold Bańka äußerte sich kritisch zur Einstellung des Verfahrens und kündigte an, dass die WADA den Fall sorgfältig analysieren werde und gegebenenfalls von ihrem Recht Gebrauch mache Berufung einzulegen. Im Juni 2021 entschied der Internationale Sportgerichtshof (CAS), dass Salwa Eid Naser für zwei Jahre gesperrt wird, wobei die Zeit der vorläufigen Sperre vom 4. Juni bis 14. Oktober 2020 angerechnet wird. Zudem wurde eine Annullierung aller Wettkampfergebnisse ab dem 25. November 2019 ausgesprochen. Nasers Medaillengewinne bei den Weltmeisterschaften 2019 sind davon nicht betroffen.
Nach Ablauf ihrer Sperre wurde sie 2023 in 49,95 s Dritte beim Meeting de Paris und gewann anschließend in 50,92 s die Silbermedaille bei den Asienspielen hinter ihrer Landsfrau Kemi Adekoya. Zudem wurde sie im Finale über 200 Meter disqualifiziert. Zudem siegte sie in der Mixed-Staffel in 3:14,02 min gemeinsam mit Musa Isah, Kemi Adekoya und Yusuf Ali Abbas. Zudem siegte sie mit der Frauenstaffel in 3:27,65 min gemeinsam mit Muna Mubarak, Kemi Adekoya und Zenab Moussa Ali Mahamat. Im Jahr darauf verpasste sie bei den World Athletics Relays 2024 auf den Bahamas mit der 4-mal-400-Meter-Staffel eine Direktqualifikation für die Olympischen Spiele in Paris. Im Juli wurde sie beim Meeting de Paris in 49,82 s Dritte über 400 Meter und im August gewann sie bei den Olympischen Sommerspielen in Paris in 48,53 s im Finale die Silbermedaille hinter der Dominikanerin Marileidy Paulino. Daraufhin wurde sie beim Memoriał Kamili Skolimowskiej in 49,23 s Zweite.

## Persönliche Bestzeiten
- 100 Meter: 11,24 s (+1,3 m/s), 8. Juni 2019 in Salamanca
  - 60 Meter (Halle): 7,37 s, 19. Februar 2016 in Doha (bahrainischer Rekord)
- 200 Meter: 22,51 s (+1,9 m/s), 30. Juni 2019 in Palo Alto (bahrainischer Rekord)
- 400 Meter: 48,14 s, 3. Oktober 2019 in Doha (Asienrekord)